# Anda Peterlin
Anda Peterlin, slovenska jezikoslovka, kulturna delavka, pedagoginja, prevajalka, slovenistka, sodelavka OF, učiteljica, * 30. november 1922, Podboršt pri Komendi, † 6. september 2006, Ljubljana.

## Življenje
Anda Peterlin se je rodila 30. novembra 1922 pri "Orlovih" na Podborštu pri Komendi. Ob krstu je prejela ime Andrejka. Bila je najstarejša hči Rudolfa in Marjete (rojene Kosirnik) iz Suhadol. Kasneje so se družini pridružili še sin Jože ter hčerki Ivanka in Minka, ki pa je umrla ob rojstvu. Zaradi poporodne sepse je 19. januarja 1929 preminila tudi Andina mati Marjeta. Prav tako je v otroštvu umrla njena sestra Ivanka. Oče se je kasneje ponovno poročil z Julijano Peterlin iz Preserij, s katero je imel več otrok: Stanka, Ivanko, Petra, Marjana, Miro, Martino, Marjeto, Cilko, Ivi, Marka, Pavla in Marto, medtem ko so Stanko, Ivanko in Marjan umrli že v otroštvu.
Prvih šest razredov osnovne šole je obiskovala v Komendi, leta 1935 pa se je na pobudo družine vpisala na tretjo državno realno gimnazijo na Poljanah v Ljubljani, kjer je morala opraviti sprejemni izpit. Tam se je šolala do izbruha druge svetovne vojne leta 1941. Pozneje je ostala v stiku z nekaterimi profesorji, med drugim z Angelo Piskernik, referentko za varstvo naravne dediščine na Zavodu za varstvo naravne dediščine v Ljubljani, ki se je zavzemala za ohranitev mogočnih in starih komendskih lip pri župnijski cerkvi.
V gimnaziji je postala članica Slovenske dijaške zveze, kjer je opravljala naloge referentke za propagando ter predstavnice razreda, oziroma »županje«, kot so jo imenovali takrat. »Poglavarica« je bila Ivica Tomšič, sestra partizanskega heroja Toneta Tomšiča, s katero sta dobro sodelovali. Anda se je udeležila tudi dveh taborov zveze v Slovenskih Konjicah in v Kamniku, v okviru zveze pa se je udeleževala tudi predavanj o narodnih vprašanjih. Ob začetku vojne se je vrnila na Podboršt, kjer je sprva doma delala kot hišna pomočnica, zato se je morala prijaviti na Delovni urad v Kamniku, kjer je prejela nemško delavsko knjižico. Zaradi napake pri zapisu njenega imena, napisali so namreč, da je Andrej (Andreas), so jo celo vpoklicali k vojakom.
Leta 1943 je začela s službo na komendski občini, ki je bila takrat pod vodstvom nemških okupatorjev. Tam je pomagala s. Bogomili (Jerci Grafenauerjevi) pri pisanju in izdajanju nakaznic. Leta 1944 so Nemci občinski sedež preselili v Mengeš, kar je pomenilo, da je morala na delo hoditi tja. Kljub temu da je bila občina v nemških rokah je, tako kot mnogi drugi uslužbenci občine, sodelovala z »gmajnarji« (tako so takrat imenovali partizane. Za partizane je skupaj z drugimi dekleti in ženami zbirala sanitetni material, taboriščnikom je pošiljala hrano v nemška taborišča, med drugim na prošnjo Ivanke Tomšič (matere Toneta Tomšiča) tudi njeni hčerki Ivici, ki je bila sošolka Ande Peterlin na Poljanski gimnaziji in je bila zaprta v koncentracijskem taborišču Ravensbrück. Zaradi svojega prispevka k odporniškemu gibanju je bila po vojni odlikovana s srebrno zvezdo. Po koncu vojne je sedmi in osmi razred gimnazije zaključila s tečajem na Poljanski gimnaziji v Ljubljani.
Ko je končala gimnazijo, je začela s študijem na Filozofsko fakulteto v Ljubljani, kjer je vpisala tri možnosti: pod A študij slovenske književnosti, pod B historično gramatiko slovenskega jezika in staro cerkveno slovanščino, pod C pa slovensko narodno zgodovino, srbohrvaški jezik z literaturo in ruščino. V času študija je bilo za študente obvezno udarniško delo, ki ga je Anda prvo leto (1946) opravljala v Muzejski knjižnici v Ljubljani, nato pa v Glavarjevi knjižnici v Komendi.
Anda je diplomirala iz Tavčarjevih političnih spisov, profesorski izpit pa je delala iz pisatelja Frana Detela – Ljudje in pokrajina v Detelovih delih do leta 1900. Tekom študija slavistike je ob sobotah na Teološki fakulteti v Ljubljani obiskovala posebna predavanja za študente z drugih fakultet, kjer so predavali ugledni profesorji: Anton Trstenjak, Janez Janžekovič, Stanko Cajnkar … V študijskih letih je stanovala pri Ukmarjevih v Ljubljani, (bila je namreč v sorodu s skladateljem in glasbenim pedagogom Vilkom Ukmarjem), še prej pa pri uršulinkah. Njena osebnost se je oblikovala tudi ob izjemno nadarjenih študijskih kolegih, kot so bili Ciril Zlobec, Branko Hofman, Pavel Merku, Janko Messner, Ada Škerl, Zora Tavčar, Jože Rajhman in Boris Paternu.
Z letom 1950 je začela poučevala slovenščino, sprva na kamniški gimnaziji, nato pa so jo zaradi javnega izpovedovanja vere kazensko premestili na osnovno šole v Moravčah, od tam pa po treh letih na osnovno šolo v Logatec. Leta 1963 je bila premeščena na osnovno šolo Trata pri Škofji Loki, kjer je poučevala do leta 1970, nato pa je do upokojitve leta 1983 učila na Srednji trgovski šoli v Ljubljani, kjer je vodila tudi šolsko knjižnico. Na osnovni šoli Trata pri Škofji Loki je ustanovila Prešernovo bralno značko.
Poleg poučevanja se je ukvarjala tudi z lektoriranjem in prevajanjem različnih tekstov iz hrvaškega, srbskega in nemškega jezika. Pomagala je Janezu Škrlepu iz Mengša, ki je z njeno pomočjo v Mengšu leta 2001 postavil in pripravil predstavitev slikarja Franca Jelovška. Takrat je prejela tudi javno priznanje občine Mengeš. Bila je nepogrešljiva članica v Društvu narodnih noš na Komendskem. Bila je tudi redna udeleženka študijskih dni z naslovom Draga, ki so jih organizirali tržaški Slovenci.
Leta 1947 je začela urejati Glavarjevo knjižnico v Komendi, ki je bila pred tem v zelo slabem stanju. Lokalna oblast je knjižnico celo nameravala izprazniti in vanjo naseliti miličnika z družino, vredne knjige bi poslali v Federalni zbirni center (FZC) v Ljubljani, preostale pa na smetišče. Po zaslugi Ande Peterlin in njenih sodelavcev tega niso storili. Anda je knjige iz knjižnice popisala v zaporedju, v katerem so bile na policah, nato pa jih vrnila na prejšnje mesto. Pred njo so seznam knjig že sestavili komendski bogoslovci, še pred njimi pa sam Peter Pavel Glavar. Ko je bila Anda Peterlin že upokojena, je skupaj z mlado učiteljiščnico Marijo Korbar pomagala pri popisovanju in pregledu knjig, prav tako pa je pomagala pri vodenju obiskovalcev po knjižnici in pojasnjevanju vsebine ter pomembnosti teh knjig. O Glavarjevi knjižnici je Anda predavala tudi na Glavarjevem simpoziju, ki je potekal med 8. in 11. septembrom 1998 na Sloveniku v Rimu. Njen referat, naslovljen Glavarjeva knjižnica, je bil objavljen v simpozijskem zborniku. V zborniku občine Komenda je prispevala tudi članek o knjižnicah in knjižničarstvu v Komendi, v katerem se je dotaknila tudi Petra Pavla Glavarja. Na prošnjo komendskega župnika je pripravila besedilo za zgibanko o Komendi in komendski župniji, s posebnim poudarkom na Glavarju in njegovi knjižnici, vendar je besedilo zaradi prevelike dolžine ostalo v tipkopisu.
Ob 80. rojstnem dnevu je Anda Peterlin za svoje delo pri urejanju Glavarjeve knjižnice, vodenju obiskovalcev in razlagi vsebine knjižnice, še posebej pa za osvetljevanje lika in dela Petra Pavla Glavarja, prejela dve pomembni priznanji. 28. februarja 2003 ji je ljubljanski nadškof in metropolit Franc Rode podelil »posebno nadškofijsko priznanje in zahvalo za dolgoletno zvesto in požrtvovalno skrb pri ohranjanju kulturne dediščine v Komendi, zlasti pri ureditvi knjižnice Petra Pavla Glavarja«. Priznanje ji je 16. marca 2003 izročil komendski župnik Zdravko Žagar. Isstega leta, 15. maja, pa je na slavnostni seji občinskega sveta Komende ob občinskem prazniku prejela najvišje občinsko priznanje – bila je imenovana za častno občanko občine Komenda.
4. septembra 2006 jo je v stanovanju na Bakovniku v Kamniku zadela delna kap. 6. septembra 2006 je za posledicami pljučnice, ki je sledila kapi, umrla v Kliničnem centru v Ljubljani.

## Delo
Glavno življenjsko poslanstvo ji je bilo profesorsko delo in poučevanje. Sama je o svojem pedagoškem delu zapisala:
```
Poučevanje slovenščine mi je bilo vedno v veliko veselje. Učence sem navduševala za lepoto slovenske besede in spoznavanje zgodovine našega naroda od samega začetka. Hotela sem, da bi dobro poznali slovenske pisatelje in pesnike ter druge ustvarjalce, želela, da bi bili ponosni nanje. S tem pa tudi na vse, kar je zraslo dobrega v našem narodu. Prav to – dobro – sem imela stalno pred očmi, v zavesti. Zavedala sem se, da je zgolj znanje premalo; da morajo moji učenci rasti tudi kot ljudje. Zato sem jim privzgajala in v njih krepila razne vrline, jih opozarjala nanje. Zelo me je zabolelo, kadar je kdo od učencev rekel kakšno grdo, prostaško besedo. Tedaj sem takoj ukrepala. Pri pouku sem bila sicer stroga, pazila pa sem tudi, da so bile to prijetne urice, 'zabelila' sem jih s hudomušnimi dovtipi, s čim razvedrilnim. Nikdar nisem učencev zafrkavala ali jih žalila. Pri znamenitih Slovencih sem učence spodbujala, naj v njihovih delih najdejo kaj koristnega zase in svoje življenje. Glede branja sem jim priporočala, kot meni profesor Gogala, dela, primerna njihovi starosti in zrelosti. Pri ocenjevanju nisem nikdar gledala na lep obraz ali lepo obleko, marveč samo na znanje in prizadevanje učenca. Učence sem navduševala za branje dobrih knjig, spremljanje kulturnih oddaj na radiu (o njih smo se potem pri pouku pogovarjali), obisk kulturnih prireditev ter za sodelovanje pri šolskem časopisu in v šolskem dramskem krožku. Najprej tako, da sem vse to sama delala. [...] Če bi imela možnost ponovne izbire, bi se spet odločila za profesorico slovenščine.
[
2
]
```

Poleg učiteljevanja se je ukvarjala tudi s prevajanjem in z lektoriranjem, veliko je pisala tudi sama, in sicer o bližnji in daljni okolici Kamnika, svoje raziskovalno delo pa je objavila v Slovstvenem in kulturnozgodovinskem vodniku po Sloveniji (z zemljevidi in mestnimi kartami), ki je izšel leta 1991. Prispevala je prispevke: Iz Ljubljane pod Šmarno goro proti Kamniku, Kamnik z okolico, Iz Kamnika po Tuhinjski dolini do Motnika, Iz Kamnika proti Domžalam, Po Domžalah in po Črnem grabnu, Po Moravski dolini. Za Kamniški zbornik je napisala razpravo Pokrajina in ljudje v Detelovi povesti do leta 1900, za komendski zbornik – Občina Komenda 2002 – pa prispevek z naslovom Kako so živeli, delali in praznovali. V okviru simpozija o Francu Mihaelu Paglovcu v Kamniku je napisala prispevek za Paglovčev zbornik (2001) z naslovom Odmev Paglovčevega dela v kulturni zgodovini, publicistiki in šolskih priročnikih. Sodelovala je pri pripravi brošure o Društvu narodnih noš na Komendskem z naslovom O narodni noši.